# 哈利勒·卡亚
哈利勒·卡亚（土耳其語：Halil Kaya，1920年—？），土耳其男子摔跤运动员。他曾代表土耳其参加1948年夏季奥林匹克运动会摔跤比赛，获得男子古典式雏量级铜牌。